# Martin Laursen
Martin Laursen (Fårvang, 26 luglio 1977) è un ex calciatore danese, di ruolo difensore.

## Caratteristiche tecniche
È stato un centrale difensivo molto abile nel gioco aereo.

## Carriera

### Club

#### Esordi e Silkeborg
Inizia a giocare nell'Horn/Fårvang, poi entra nel vivaio del Silkeborg, con cui esordisce nell'ottobre 1995 sotto la guida dell'allenatore Preben Elkjær. È tra i protagonisti del campionato di Superligaen 1997-1998, chiuso dalla sua squadra al secondo posto sotto la guida del tecnico Sepp Piontek: Laursen gioca 22 partite e realizza un gol. Milita nel club fino al giugno 1998.

#### Verona
Nell'agosto del 1998 si trasferisce in Italia, al Verona, in Serie B, e nella prima annata nella città scaligera gioca poco a causa di un infortunio al ginocchio. Nel 2000-2001 è titolare in Serie A, segnando gol importanti per la salvezza della squadra (il primo in assoluto lo aveva segnato contro l'Inter il 23 gennaio 2000), come quello decisivo in Verona-Reggina (1-0), andata dello spareggio valevole per la salvezza.

#### Milan
Nell'estate del 2001 il Parma, che deteneva la proprietà del cartellino del giocatore, lo integra nella propria rosa, ma dopo tre settimane il danese viene girato al Milan. In maglia rossonera debutta bene, segnando due gol nelle prime quattro partite.
Con i rossoneri vince la Champions League nel 2002-2003, anche se non gioca la finale contro Juventus. La presenza di due campioni del calibro di Paolo Maldini e Alessandro Nesta gli impedisce di mettersi in luce con il club negli anni a venire. Con i rossoneri si aggiudica anche la Coppa Italia e la Supercoppa UEFA nel 2003, e lo scudetto nel 2003-2004.

#### Aston Villa

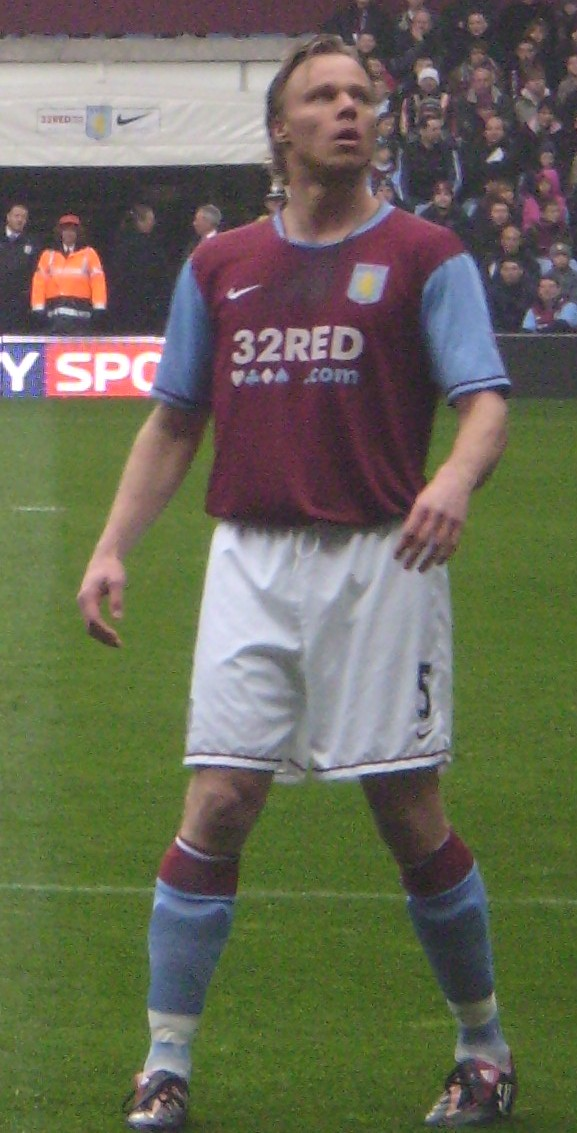
Laursen nella stagione 2007-2008

Il 21 maggio 2004 viene acquistato dall'Aston Villa, club della Premier League con cui sottoscrive un contratto di quattro anni. Debutta con i Villans il 14 agosto 2004 in Aston Villa-Southampton (2-0).
L'esperienza di Laursen all'Aston Villa è ricca di alti e bassi. Nella stagione 2004-2005 si esprime su buoni livelli, ma l'infortunio al ginocchio che già lo aveva colpito nel corso della carriera ricompare, precludendogli di disputare la stagione 2005-2006. Il giocatore si reca così a Bologna per iniziare una terapia riabilitativa, prima di tornare all'Aston Villa ad agosto 2006.
Dopo la ricomparsa del problema al ginocchio nell'estate 2006, iniziano ad aleggiare seri dubbi circa la possibilità che Laursen continui a giocare nel club e a livello internazionale. Dopo un'assenza di un mese e mezzo, a novembre 2006 torna a vestire la maglia della nazionale danese, ma è costretto a ritirarsi dopo un altro infortunio al ginocchio.
Nella stagione 2007-2008, nonostante forti dubbi circa le sue condizioni fisiche, aiuta la sua squadra a guadagnare un posto in Intertoto. Gli viene così rinnovato il contratto.
Nella prima partita della stagione 2008-2009, in Coppa Intertoto, Laursen ha capitanato la squadra nella sfida contro l'Odense, terminata due a due. È andato poi in rete nelle sfide contro FH e Stoke City, rispettivamente in Coppa UEFA e Premier League. Il 23 ottobre 2008, ha segnato una rete contro l'Ajax, nella partita vinta dall'Aston Villa 2-1.
Laursen ha poi sostituito Gareth Barry come capitano del club.
Il 22 aprile 2009 Martin O'Neill ha espresso le sue paure per il futuro della carriera del difensore a causa di una serie di infortuni, l'ultimo dei quali, al ginocchio, lo ha tenuto fuori dal mese di gennaio dello stesso anno e da cui non sarebbe rientrato prima di altri sette mesi. Il 15 maggio ha annunciato il ritiro, a 32 anni.

### Nazionale
Nel marzo 2000 esordisce con la nazionale danese in un'amichevole contro il Portogallo. È convocato per Euro 2000, anche se non scende in campo nella competizione per via di un infortunio.
Ai Mondiali 2002 gioca tutte e quattro le partite della Danimarca prima dell'eliminazione. Realizza il primo gol con la selezione danese nella penultima partita delle qualificazioni a Euro 2004. Si tratta di un gol fondamentale per la qualificazione dei danesi: è quello del pareggio per 2-2 contro la Romania, risultato che tiene in corsa i nordeuropei per la qualificazione, ottenuta nella partita successiva grazie a un pareggio, che assicura il primo posto nel girone.
Il 29 gennaio 2009 ha annunciato l'addio alla nazionale, dopo 53 presenze e 2 reti.

## Statistiche

### Presenze e reti nei club
Aggiornato al 29 gennaio 2009.
| Stagione           | Squadra            | Campionato      | Campionato | Campionato | Coppe nazionali | Coppe nazionali | Coppe nazionali | Coppe continentali | Coppe continentali | Coppe continentali | Altre coppe | Altre coppe | Altre coppe | Totale | Totale |
| Stagione           | Squadra            | Comp            | Pres       | Reti       | Comp            | Pres            | Reti            | Comp               | Pres               | Reti               | Comp        | Pres        | Reti        | Pres   | Reti   |
| ------------------ | ------------------ | --------------- | ---------- | ---------- | --------------- | --------------- | --------------- | ------------------ | ------------------ | ------------------ | ----------- | ----------- | ----------- | ------ | ------ |
| 1995-1996          | Silkeborg          | SL              | 1          | 0          | -               | -               | -               | -                  | -                  | -                  | -           | -           | -           | 1      | 0      |
| 1996-1997          | Silkeborg          | SL              | 12         | 0          | -               | -               | -               | I                  | 2                  | 0                  | -           | -           | -           | 14     | 0      |
| 1997-1998          | Silkeborg          | SL              | 22         | 1          | -               | -               | -               | -                  | -                  | -                  | -           | -           | -           | 22     | 1      |
| Totale Silkeborg   | Totale Silkeborg   |                 | 35         | 1          |                 | -               | -               |                    | 2                  | 0                  | -           | -           | -           | 37     | 1      |
| 1998-1999          | Verona             | B               | 6          | 0          | CI              | 0               | 0               | -                  | -                  | -                  | -           | -           | -           | 6      | 0      |
| 1999-2000          | Verona             | A               | 19         | 2          | CI              | 0               | 0               | -                  | -                  | -                  | -           | -           | -           | 19     | 2      |
| 2000-2001          | Verona             | A               | 33         | 1          | CI              | 1               | 0               | -                  | -                  | -                  | -           | -           | -           | 34     | 1      |
| Totale Verona      | Totale Verona      |                 | 58         | 2          |                 | 1               | 0               | -                  | -                  | -                  |             | -           | -           | 59     | 2      |
| 2001-2002          | Milan              | A               | 22         | 2          | CI              | 6               | 0               | CU                 | 9                  | 0                  | -           | -           | -           | 37     | 2      |
| 2002-2003          | Milan              | A               | 10         | 0          | CI              | 7               | 0               | UCL                | 9                  | 0                  | -           | -           | -           | 26     | 0      |
| 2003-2004          | Milan              | A               | 10         | 0          | CI              | 6               | 0               | UCL                | 3                  | 0                  | SI+SU+CInt  | 0+0+0       | 0+0+0       | 19     | 0      |
| Totale Milan       | Totale Milan       |                 | 42         | 2          |                 | 19              | 0               |                    | 22                 | 0                  |             | 0           | 0           | 82     | 2      |
| 2004-2005          | Aston Villa        | PL              | 12         | 1          | FACup+CdL       | 0+0             | 0+0             | -                  | -                  | -                  | -           | -           | -           | 12     | 1      |
| 2005-2006          | Aston Villa        | PL              | 1          | 0          | FACup+CdL       | 0+0             | 0+0             | -                  | -                  | -                  | -           | -           | -           | 1      | 0      |
| 2006-2007          | Aston Villa        | PL              | 14         | 0          | FACup+CdL       | 0+1             | 0+0             | -                  | -                  | -                  | -           | -           | -           | 15     | 0      |
| 2007-2008          | Aston Villa        | PL              | 38         | 6          | FACup+CdL       | 1+0             | 0+0             | -                  | -                  | -                  | -           | -           | -           | 39     | 6      |
| 2008-2009          | Aston Villa        | PL              | 19         | 1          | FACup+CdL       | 0+0             | 0+0             | I + CU             | 2+3                | 1+2                | -           | -           | -           | 24     | 4      |
| Totale Aston Villa | Totale Aston Villa |                 | 84         | 8          |                 | 2               | 0               |                    | 5                  | 3                  | -           | -           | -           | 91     | 11     |
| Totale carriera    | Totale carriera    | Totale carriera | 218        | 13         |                 | 22              | 0               |                    | 29                 | 3                  | -           | -           | -           | 269    | 16     |

### Cronologia presenze e reti in nazionale
| Cronologia completa delle presenze e delle reti in nazionale ― Danimarca | Cronologia completa delle presenze e delle reti in nazionale ― Danimarca | Cronologia completa delle presenze e delle reti in nazionale ― Danimarca | Cronologia completa delle presenze e delle reti in nazionale ― Danimarca | Cronologia completa delle presenze e delle reti in nazionale ― Danimarca | Cronologia completa delle presenze e delle reti in nazionale ― Danimarca | Cronologia completa delle presenze e delle reti in nazionale ― Danimarca | Cronologia completa delle presenze e delle reti in nazionale ― Danimarca |
| Data                                                                     | Città                                                                    | In casa                                                                  | Risultato                                                                | Ospiti                                                                   | Competizione                                                             | Reti                                                                     | Note                                                                     |
| ------------------------------------------------------------------------ | ------------------------------------------------------------------------ | ------------------------------------------------------------------------ | ------------------------------------------------------------------------ | ------------------------------------------------------------------------ | ------------------------------------------------------------------------ | ------------------------------------------------------------------------ | ------------------------------------------------------------------------ |
| 29-3-2000                                                                | Leiria                                                                   | Portogallo                                                               | 2 – 1                                                                    | Danimarca                                                                | Amichevole                                                               | -                                                                        |                                                                          |
| 26-4-2000                                                                | Copenaghen                                                               | Danimarca                                                                | 0 – 1                                                                    | Svezia                                                                   | Amichevole                                                               | -                                                                        |                                                                          |
| 3-6-2000                                                                 | Copenaghen                                                               | Danimarca                                                                | 2 – 2                                                                    | Belgio                                                                   | Amichevole                                                               | -                                                                        |                                                                          |
| 15-11-2000                                                               | Copenaghen                                                               | Danimarca                                                                | 2 – 1                                                                    | Germania                                                                 | Amichevole                                                               | -                                                                        |                                                                          |
| 24-3-2001                                                                | Ta' Qali                                                                 | Malta                                                                    | 0 – 5                                                                    | Danimarca                                                                | Qual. Mondiali 2002                                                      | -                                                                        |                                                                          |
| 28-3-2001                                                                | Praga                                                                    | Rep. Ceca                                                                | 0 – 0                                                                    | Danimarca                                                                | Qual. Mondiali 2002                                                      | -                                                                        |                                                                          |
| 25-4-2001                                                                | Copenaghen                                                               | Danimarca                                                                | 3 – 0                                                                    | Slovenia                                                                 | Amichevole                                                               | -                                                                        |                                                                          |
| 2-6-2001                                                                 | Copenaghen                                                               | Danimarca                                                                | 2 – 1                                                                    | Rep. Ceca                                                                | Qual. Mondiali 2002                                                      | -                                                                        |                                                                          |
| 15-8-2001                                                                | Nantes                                                                   | Francia                                                                  | 1 – 0                                                                    | Danimarca                                                                | Amichevole                                                               | -                                                                        |                                                                          |
| 1-9-2001                                                                 | Copenaghen                                                               | Danimarca                                                                | 1 – 1                                                                    | Irlanda del Nord                                                         | Qual. Mondiali 2002                                                      | -                                                                        |                                                                          |
| 5-9-2001                                                                 | Sofia                                                                    | Bulgaria                                                                 | 0 – 2                                                                    | Danimarca                                                                | Qual. Mondiali 2002                                                      | -                                                                        |                                                                          |
| 6-10-2001                                                                | Copenaghen                                                               | Danimarca                                                                | 6 – 0                                                                    | Islanda                                                                  | Qual. Mondiali 2002                                                      | -                                                                        |                                                                          |
| 13-2-2002                                                                | Riyad                                                                    | Arabia Saudita                                                           | 0 – 1                                                                    | Danimarca                                                                | Amichevole                                                               | -                                                                        |                                                                          |
| 27-3-2002                                                                | Dublino                                                                  | Irlanda                                                                  | 3 – 0                                                                    | Danimarca                                                                | Amichevole                                                               | -                                                                        |                                                                          |
| 17-4-2002                                                                | Copenaghen                                                               | Danimarca                                                                | 3 – 1                                                                    | Israele                                                                  | Amichevole                                                               | -                                                                        |                                                                          |
| 26-5-2002                                                                | Wakayama                                                                 | Danimarca                                                                | 2 – 1                                                                    | Tunisia                                                                  | Amichevole                                                               | -                                                                        |                                                                          |
| 1-6-2002                                                                 | Ulsan                                                                    | Uruguay                                                                  | 1 – 2                                                                    | Danimarca                                                                | Mondiali 2002 - 1º Turno                                                 | -                                                                        |                                                                          |
| 6-6-2002                                                                 | Taegu                                                                    | Danimarca                                                                | 1 – 1                                                                    | Senegal                                                                  | Mondiali 2002 - 1º Turno                                                 | -                                                                        |                                                                          |
| 11-6-2002                                                                | Incheon                                                                  | Danimarca                                                                | 2 – 0                                                                    | Francia                                                                  | Mondiali 2002 - 1º Turno                                                 | -                                                                        |                                                                          |
| 15-6-2002                                                                | Niigata                                                                  | Danimarca                                                                | 0 – 3                                                                    | Inghilterra                                                              | Mondiali 2002 - Ottavi di finale                                         | -                                                                        |                                                                          |
| 21-8-2002                                                                | Glasgow                                                                  | Scozia                                                                   | 0 – 1                                                                    | Danimarca                                                                | Amichevole                                                               | -                                                                        |                                                                          |
| 7-9-2002                                                                 | Oslo                                                                     | Norvegia                                                                 | 2 – 2                                                                    | Danimarca                                                                | Qual. Euro 2004                                                          | -                                                                        |                                                                          |
| 12-2-2003                                                                | Il Cairo                                                                 | Egitto                                                                   | 1 – 4                                                                    | Danimarca                                                                | Amichevole                                                               | -                                                                        |                                                                          |
| 29-3-2003                                                                | Bucarest                                                                 | Romania                                                                  | 2 – 5                                                                    | Danimarca                                                                | Qual. Euro 2004                                                          | -                                                                        |                                                                          |
| 30-4-2003                                                                | Copenaghen                                                               | Danimarca                                                                | 1 – 0                                                                    | Ucraina                                                                  | Amichevole                                                               | -                                                                        |                                                                          |
| 7-6-2003                                                                 | Copenaghen                                                               | Danimarca                                                                | 1 – 0                                                                    | Norvegia                                                                 | Qual. Euro 2004                                                          | -                                                                        |                                                                          |
| 11-6-2003                                                                | Lussemburgo                                                              | Lussemburgo                                                              | 0 – 2                                                                    | Danimarca                                                                | Qual. Euro 2004                                                          | -                                                                        |                                                                          |
| 20-8-2003                                                                | Copenaghen                                                               | Danimarca                                                                | 1 – 1                                                                    | Finlandia                                                                | Amichevole                                                               | -                                                                        |                                                                          |
| 10-9-2003                                                                | Copenaghen                                                               | Danimarca                                                                | 2 – 2                                                                    | Romania                                                                  | Qual. Euro 2004                                                          | 1                                                                        |                                                                          |
| 11-10-2003                                                               | Sarajevo                                                                 | Bosnia ed Erzegovina                                                     | 1 – 1                                                                    | Danimarca                                                                | Qual. Euro 2004                                                          | -                                                                        |                                                                          |
| 18-2-2004                                                                | Adana                                                                    | Turchia                                                                  | 0 – 1                                                                    | Danimarca                                                                | Amichevole                                                               | -                                                                        |                                                                          |
| 31-3-2004                                                                | Gijón                                                                    | Spagna                                                                   | 2 – 0                                                                    | Danimarca                                                                | Amichevole                                                               | -                                                                        |                                                                          |
| 28-4-2004                                                                | Copenaghen                                                               | Danimarca                                                                | 1 – 0                                                                    | Scozia                                                                   | Amichevole                                                               | -                                                                        |                                                                          |
| 30-5-2004                                                                | Tallinn                                                                  | Estonia                                                                  | 2 – 2                                                                    | Danimarca                                                                | Amichevole                                                               | -                                                                        |                                                                          |
| 5-6-2004                                                                 | Copenaghen                                                               | Danimarca                                                                | 1 – 2                                                                    | Croazia                                                                  | Amichevole                                                               | -                                                                        |                                                                          |
| 14-6-2004                                                                | Guimarães                                                                | Danimarca                                                                | 0 – 0                                                                    | Italia                                                                   | Euro 2004 - 1º Turno                                                     | -                                                                        |                                                                          |
| 18-6-2004                                                                | Braga                                                                    | Danimarca                                                                | 2 – 0                                                                    | Bulgaria                                                                 | Euro 2004 - 1º Turno                                                     | -                                                                        |                                                                          |
| 22-6-2004                                                                | Porto                                                                    | Danimarca                                                                | 2 – 2                                                                    | Svezia                                                                   | Euro 2004 - 1º Turno                                                     | -                                                                        |                                                                          |
| 27-6-2004                                                                | Porto                                                                    | Danimarca                                                                | 0 – 3                                                                    | Rep. Ceca                                                                | Euro 2004 - Quarti di finale                                             | -                                                                        |                                                                          |
| 18-8-2004                                                                | Poznań                                                                   | Polonia                                                                  | 1 – 5                                                                    | Danimarca                                                                | Amichevole                                                               | -                                                                        |                                                                          |
| 26-3-2005                                                                | Copenaghen                                                               | Danimarca                                                                | 3 – 0                                                                    | Kazakistan                                                               | Qual. Mondiali 2006                                                      | -                                                                        |                                                                          |
| 6-6-2007                                                                 | Riga                                                                     | Lettonia                                                                 | 0 – 2                                                                    | Danimarca                                                                | Qual. Euro 2008                                                          | -                                                                        |                                                                          |
| 22-8-2007                                                                | Århus                                                                    | Danimarca                                                                | 0 – 4                                                                    | Irlanda                                                                  | Amichevole                                                               | -                                                                        |                                                                          |
| 8-9-2007                                                                 | Stoccolma                                                                | Svezia                                                                   | 0 – 0                                                                    | Danimarca                                                                | Qual. Euro 2008                                                          | -                                                                        |                                                                          |
| 12-9-2007                                                                | Århus                                                                    | Danimarca                                                                | 4 – 0                                                                    | Liechtenstein                                                            | Qual. Euro 2008                                                          | 1                                                                        |                                                                          |
| 13-10-2007                                                               | Århus                                                                    | Danimarca                                                                | 1 – 3                                                                    | Spagna                                                                   | Qual. Euro 2008                                                          | -                                                                        |                                                                          |
| 17-10-2007                                                               | Copenaghen                                                               | Danimarca                                                                | 3 – 1                                                                    | Lettonia                                                                 | Qual. Euro 2008                                                          | -                                                                        |                                                                          |
| 17-11-2007                                                               | Belfast                                                                  | Irlanda del Nord                                                         | 2 – 1                                                                    | Danimarca                                                                | Qual. Euro 2008                                                          | -                                                                        |                                                                          |
| 26-3-2008                                                                | Herning                                                                  | Danimarca                                                                | 1 – 1                                                                    | Rep. Ceca                                                                | Amichevole                                                               | -                                                                        |                                                                          |
| 20-8-2008                                                                | Copenaghen                                                               | Danimarca                                                                | 0 – 3                                                                    | Spagna                                                                   | Amichevole                                                               | -                                                                        |                                                                          |
| 6-9-2008                                                                 | Budapest                                                                 | Ungheria                                                                 | 0 – 0                                                                    | Danimarca                                                                | Qual. Mondiali 2010                                                      | -                                                                        |                                                                          |
| 10-9-2008                                                                | Lisbona                                                                  | Portogallo                                                               | 2 – 3                                                                    | Danimarca                                                                | Qual. Mondiali 2010                                                      | -                                                                        |                                                                          |
| 11-10-2008                                                               | Copenaghen                                                               | Danimarca                                                                | 3 – 0                                                                    | Malta                                                                    | Qual. Mondiali 2010                                                      | -                                                                        |                                                                          |
| Totale                                                                   |                                                                          | Presenze                                                                 | 53                                                                       |                                                                          | Reti                                                                     | 2                                                                        |                                                                          |

## Palmarès

### Club

#### Competizioni nazionali
- Serie B: 1

Verona: 1998-1999
- Coppa Italia: 1

Milan: 2002-2003
- Campionato italiano: 1

Milan: 2003-2004

#### Competizioni internazionali
- UEFA Champions League: 1

Milan: 2002-2003
- Supercoppa UEFA: 1

Milan: 2003

### Individuale
- Calciatore danese dell'anno: 1

2008
- Calciatore danese dell'anno (DBU): 1

2008